# José María Ruiz Ramírez
José María Ruiz Ramírez (Mancha Real, província de Jaén, 6 de febrer de 1920 - 2014) fou un polític valencià d'origen andalús.

## Trajectòria
Va ingressar en el PSOE i a la UGT a través de les Joventuts Socialistes d'Espanya en 1936. Durant la guerra civil espanyola va ser oficial de l'exèrcit de la República. En 1939 ingressa en la presó i entre 1941 i 1942 va estar condemnat a mort. Va sortir de la presó en 1944, mantingut en llibertat vigilada, i novament detingut en 1945. i des de llavors va treballar de peó de paleta de la Renfe. En 1958 fou nomenat inspector d'El Ocaso del Port de Sagunt i soci del Casino d'Altos Hornos de Sagunto i del Club Deportivo Acero del Port de Sagunt.
El 1975 es va integrar en l'organització clandestina del PSOE i en fou el cap de l'agrupació local de Sagunt. Fou escollit senador pel PSOE per la circumscripció de València a les eleccions generals espanyoles de 1977, 1979 i 1982. El 1986 no es presentà.